# Городское сообщество Ванту-Конта-Венессен
Городское сообщество Ванту-Конта-Венессен (фр. Communauté d'agglomération Ventoux-Comtat Venaissin) — французское городское сообщество в департаменте Воклюз региона Прованс — Альпы — Лазурный Берег. Объединяет 25 городов и деревень из 6 кантонов исторической области Конта-Венессен, занимающие окрестности горной цепи Дантель-де-Монмирай, горы Мон-Ванту и горной системы Воклюза. Крупнейший город — Карпантра. Во Франции на 2011 год существовало 16 подобных городских сообществ.

## Описание
Сообщество было образовано 1 января 2003 года. Штаб-квартира Сообщества находится в мэрии крупнейшего города в его составе Карпантра.
- Президент Сообщества: Кристиан Гонне (Christian Gonnet)
- Вице-президент: мэр Карпантра Франсис Адольф (Francis Adolphe)

Сообщество занимает площадь 527,43 кв.км, общая численность населения — 66 644 человека (на 2009 год).

## Состав сообщества
- Обиньян
- Бом-де-Вениз
- Бомон-дю-Ванту
- Бедуэн
- Каромб
- Карпантра
- Крийон-ле-Брав
- Флассан
- Жигондас
- Ла-Рок-Альрик
- Ла-Рок-сюр-Перн
- Лафар
- Ле-Барру
- Ле-Босе
- Лориоль-дю-Конта
- Малосен
- Мазан
- Моден
- Сен-Дидье
- Сент-Ипполит-ле-Граверон
- Сен-Пьер-де-Вассоль
- Саррьян
- Сюзетт
- Вакерас
- Венаск